# Eier mit Senfsauce

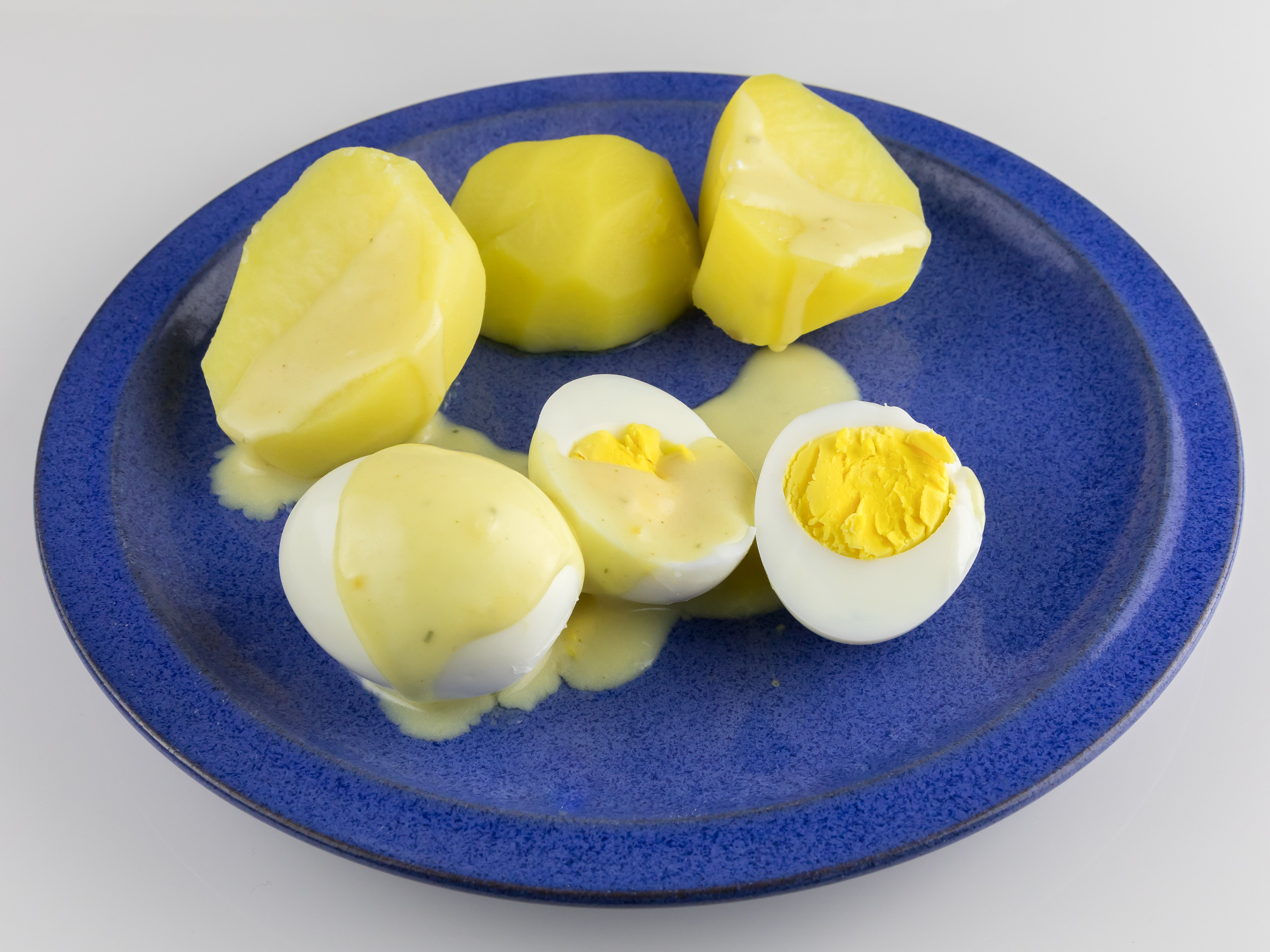
Eier mit Senfsauce

Eier mit Senfsauce oder Eier in Senfsauce, lokal auch als Mostrich-Eier oder Senf-Eier bezeichnet, sind eine einfache und klassische Eierspeise der deutschen und angrenzender Küchen. Der Ursprung des Rezepts liegt wahrscheinlich in Norddeutschland, von dort hat es sich als günstiges Essen über weite Teile Deutschlands ausgebreitet.

## Zubereitung
Eier mit Senfsauce werden aus gekochten Eiern oder verlorenen Eiern mit einer Senfsauce zubereitet, die aus einer Mehlschwitze mit Zugabe von mittelscharfem bis scharfem Senf sowie Salz und Pfeffer hergestellt wird. Sie werden in der Regel mit gekochten Salzkartoffeln oder Pellkartoffeln oder auf Kartoffelpüree serviert. Die Eier werden separat zubereitet, die Sauce kann entweder über die Eier gegeben werden oder die Eier werden vollständig in die Sauce gegeben.

## Geschichte
Eier mit Senfsauce sind ein Gericht, das mindestens seit dem frühen 19. Jahrhundert überliefert ist. Henriette Davidis beschrieb es in ihrem Praktischen Kochbuch von 1845 in zwei Formen: Zum einen als Eier mit Senfsauce, wobei die Sauce in diesem Fall über die weichgekochten und der Länge nach zerteilten Eier gegeben und das Gericht als Zwischenmahlzeit oder als Beilage zu Fleisch oder Butterbrot gegessen wird. Hingegen beschrieb sie es auf andere Art für den täglichen Tisch mit heißer Sauce und Kartoffeln und sauren Gurken. Auch Betty Gleim beschrieb die Eier mit Senfsauce in ihrem Bremischen Kochbuch.
Neben den historischen Rezepten werden Eier in Senfsauce oder mit Senfsauce jedoch auch in modernen Kochbüchern der klassischen und vegetarischen Küche regelmäßig beschrieben, so etwa in Deutschland: das Kochbuch von Alfons Schuhbeck. Dieser ordnet das Rezept als norddeutsches Rezept ein und beschreibt es weitgehend analog zu den historisch überlieferten Rezepten.

## Belege
1. ↑  „Eier mit Senfsauce.“ In: Henriette Davidis: Praktisches Kochbuch für die gewöhnliche und feinere Küche. 1845, S. 295. (Digitalisat bei Google Books)
2. ↑  „Eier mit Senfsauce.“ In: Betty Gleim: Betty Gleims Brehmisches Kochbuch. 1843; S. 354 (Digitalisat bei Google Books)
3. ↑  „Eier in Senfsauce.“ In: Alfons Schuhbeck: Deutschland: das Kochbuch Edel:Books, 2017 (Digitalisat bei Google Books)